# TV Barrandov
TV Barrandov je česká televizní stanice, která zahájila vysílání 11. ledna 2009 v 11:01 hodin. Majitelem byla skupina akcionářů, přičemž největší podíl měla akciová společnost Moravia Steel. V září 2012 televizi koupila společnost Empresa Media dříve ovládaná Jaromírem Soukupem. Majitelem licence k vysílání je společnost Barrandov Televizní Studio a. s., která dne 23. února 2024 kvůli platební neschopnosti navrhla soudu vyhlášení moratoria. Soud následující pracovní den žádosti vyhověl.

## Vysílání a program

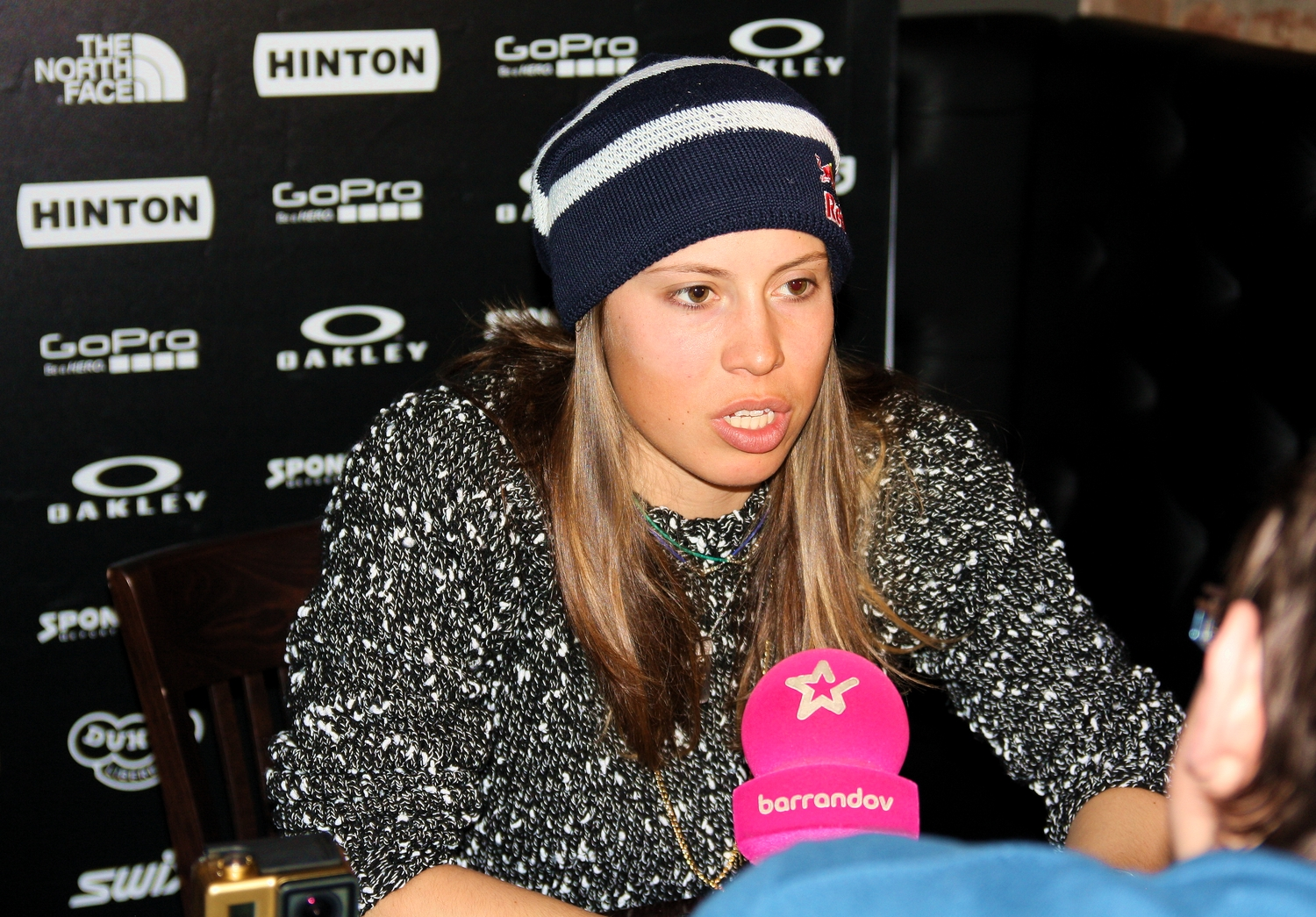
Česká snowboardistka Eva Samková mluví do mikrofonu TV Barrandov.

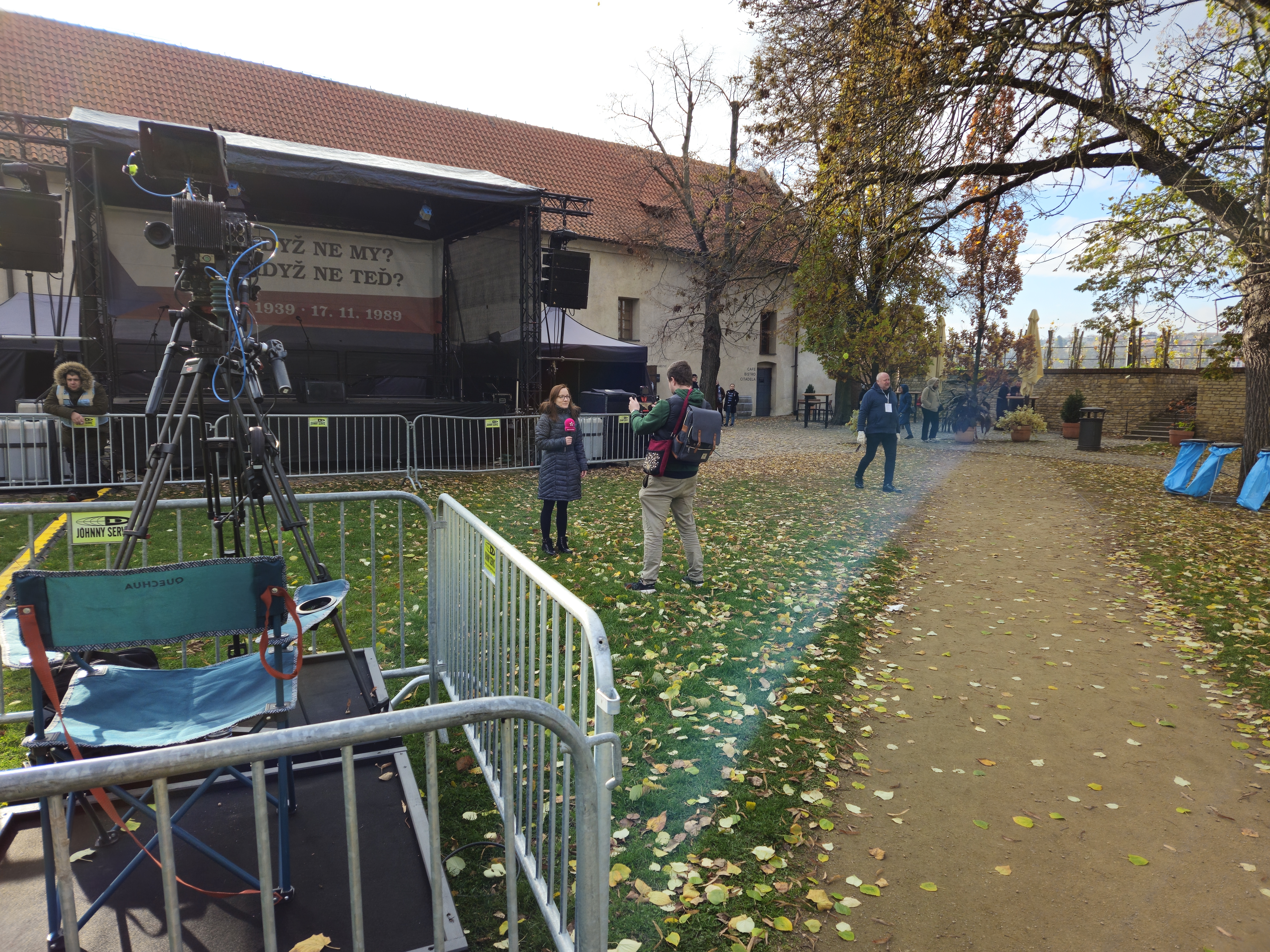
Tým TV Barrandov na Vyšehradském purkrabství, během vzpomínkové akce uspořádané ve věci 35. výročí událostí Sametové revoluce (17.11.2024).

Stanice je volně dostupná v multiplexu 23, v satelitních platformách, kabelové a IPTV televizi. Od 1. června 2009 je sledovanost stanice měřena elektronicky metodou peoplemetrů. V roce 2009 sledovanost oscilovala mezi 2–3 % v celodenním průměru ve skupině 15+, což byl cíl managementu pro první rok vysílání.
Od ledna 2010 sledovanost stoupla a dosáhla v průměru 3,5–4,2 % a upevňuje pozici 4. nejsledovanější stanice v zemi. Od 1. pololetí roku 2011 se průměrný celodenní share TV Barrandov stabilně drží nad 5%, především díky úspěchům pořadů vlastní tvorby. Historicky nejsledovanějším pořadem byl dosud sestřih Největší hity Karla Svobody, který 28. ledna 2012 sledovalo 720 000 diváků starších 15 let (zdroj: ATO – Mediaresearch, stav k 1. červnu 2012).
Od počátku vysílání až do 1. března 2014 stanice vysílala československé seriály jako např. Žena za pultem, Plechová Kavalerie, Okres na severu  nebo Třicet případů majora Zemana, které zaznamenaly nadprůměrnou sledovanost.
V březnu 2014 televize změnila zaměření a místo československých seriálů začala vysílat převážně zahraniční seriály, například Zákon a pořádek, Columbo, Doktor z hor, Big Ben, Otec Braun nebo Dědička hotelu. Více prostoru dostaly akviziční filmy. Kromě akvizice byly postupně zavedeny nové studiové pořady, například Babinec, Popelka, Soudkyně Barbara, Soudce Alexandr, Cabaret, Exploziv, Kolotoč v kuchyni, Nikdo není perfektní, Cibulkova zábavná tajenka a Nebezpečné vztahy. V letech 2015 - 2016 televize natočila seriál Bezdružice.
Po nástupu Jaromíra Soukupa televize natočila vlastní seriály jako Čechovi, Rodinné vztahy, Manželství po česku, Doktorka Kellerová nebo sitcom Premiér, který jíž druhý den po odvysílání první epizody získal na ČSFD první místo v kategorii nejhorší seriály a hodnocení 2 %.
Programovou skladbu tvoří reprízované vysílání pořadů Nebezpečné vztahy či Jak to dopadlo!?, několik pořadů z prvních let existence (např. Vtip za stovku!, Kašpárku, vař! nebo Kurňa, co to je?) a po programových změnách v roce 2024 rovněž soutěžní pořad Šťastná 7, moderovaný Vlastou Korcem či zpravodajský blok složený z pořadů Naše zprávy, VIP svět, Vaše peníze a Počasí. V programu se nacházejí kriminální seriály Pašák, Vraždy v Pregau či El Chapo a zahraniční romantické a kriminální filmy. Televize také vysílá dokumenty o Andrém Rieu. V září 2024 byl do odpoledního vysílaní zařazen pořad Policie Delta, obdoba pořadu Policie v akci TV Prima.
Úspěšný byl Animáček, blok pro děti, vysílaný ráno a večer, díky němuž byla TV Barrandov v cílové skupině dětí 4–9 let nejsledovanější televizí v Česku. Vysílání Animáčku skončilo v srpnu 2020.
TOP 10 nejsledovanějších pořadů TV Barrandov od začátku měření peoplemetry (1. 6. 2009 – 1. 6. 2012):
1. Největší hity Karla Svobody – 8,2% rat, 18,8% shr, 720 000 diváků
2. Duel Jaromíra Soukupa – prezidentský speciál – 16% shr, 659 000 diváků
3. Pravdivý příběh Ivety B. – 6,8% rat, 15,5% shr, 601 000 diváků
4. Byl jednou jeden král – 555 000 diváků
5. Pohádka svatojánské noci – 5,9% rat, 11,8% shr, 526 000 diváků
6. Barrandovský videostop – 5,8% rat, 14,9% shr, 510 000 diváků
7. Poklad na stříbrném jezeře – 5,5% rat, 16,3% shr, 489 000 diváků
8. Čarovné dědictví – 5,4% rat, 11% shr, 480 000 diváků
9. Vánoční polibek – 5,4% rat, 11,8% shr, 475 000 diváků
10. Duše jako kaviár – 5,4% rat, 10,3% shr, 473 000 diváků

(zdroj: TV Barrandov, ATO – Mediaresearch, údaje o skupině 15+)
Nový management od září 2012 zařadil nové pořady, jejich sledovanost však nenavázala na divácké úspěchy předešlých období. Podíl stanice od podzimu kontinuálně klesá, v lednu 2013 dosáhl 4,66 % (zdroj: ATO Mediaresearch).
Za rok 2015 oslovila stanice TV Barrandov ve skupině diváků 15+ 4,89 % diváků, celá skupina Barrandov (včetně kanálů Kino Barrandov, Barrandov Plus a Barrandov Muzika) pak za uplynulý rok oslovily 5,53 % publika.
Přehled nejsledovanějších pořadů z vlastní tvorby pro rok 2015:
1. Barrandovský Silvestr 2015 – 541 600 diváků, share 14,28 %
2. Bezdružice – 483 400 diváků, share 11,22 %
3. Naše zprávy – 420 100 diváků, share 14,26 %
4. Soudkyně Barbara – 414 400 diváků, share 17,1 %
5. Exploziv – 400 500 diváků, share 11,16 %
6. Exkluziv! – 351 900 diváků, share 8,95 %

## Dluhy
Na konci října 2023 koupil polovinu zadlužené společnosti Empresa Media, pod kterou spadá i TV Barrandov, investor Jan Čermák, jehož společnost Servis-24 se specializují na pomoc firmám zatíženým dluhy. Se změnou majetkových poměrů nastoupila 17. října 2023 i nová výkonná ředitelka Andrea Geyer, jejíž nástup měl být prvním krokem k ustanovení nového manažerského týmu.
Čermák dal v lednu 2024 do prodeje dluhopisy, aby mohl získat zdroje na zaplacení dluhů a udržení televize v chodu. Dne 19. ledna 2024 byla TV Barrandov odpojena od elektrické energie, což bylo důsledkem neuhrazení pohledávek dodavateli energií, kterým je Barrandov Studio. Televizní vysílání tím bylo přerušeno na několik hodin, následně bylo vysílání obnoveno po připojení na alternativní zdroj energie, které provizorně zajišťovaly dva naftové generátory. Provoz generátorů, které běžely i v noci, rušil obyvatele okolních domů. Po četných výzvách se rušením nočního klidu a možného překračování hlukových limitů zabývá Hygienická stanice hlavního města Prahy. Mezitím pracovníci Barrandov Studia, kvůli neplacení pohledávek, zahradili i parkovací místa u budovy televize. Obvodní soud pro Prahu 5 však po třech týdnech od odpojení rozhodl o obnovení přívodu energií, čímž vyhověl žádosti Jaromíra Soukupa, který argumentoval tím, že nemůže bez elektřiny vykonávat svou podnikatelskou činnost. V květnu 2024 se stala Andrea Geyer generální ředitelkou stanice.
V červnu 2024 byl zveřejněn zápis ve Sbírce listin, podle kterého valná hromada TV Barrandov rozhodla, aby v jednočlenném představenstvu nahradil Jaromíra Soukupa Jan Čermák. Jaromír Soukup tak skončil v čele televize i spolu se svými pořady.
Dne 17. září 2024 satelitní operátor Skylink odpojil distribuci všech kanálů skupiny Barrandov z důvodu „neplnění smluvních povinností vysílatele“. Stanice nebyly dostupné kromě satelitu ani u dalších regionálnich operátorů, kteří používají jako hlavní distribuční trasu satelit. Skupina Barrandov byla tedy dostupná kromě Telly a DVB-T2 pouze na kabelu a v IPTV. 26. září téhož roku bylo vysílání na Skylinku na původních pozicích obnoveno.

## Generální ředitelé
1. 1. 5. 2008 – 31. 5. 2012: Janka Vozárová
2. 1. 6. 2012 – 30. 9. 2012: Martina Lišková
3. 1. 10. 2012 – únor 2013: Ing. Robert Kvapil
4. únor 2013 – červen 2013: Roman Bradáč
5. červen 2013 – 31. 10. 2013: Jaromír Soukup
6. 1. 11. 2013 – 12. 3. 2014: Vladimír Železný
7. 14. 3. 2014 – 29. 1. 2016: Marcela Hrdá
8. 29. 1. 2016 – 13. 5. 2024: Jaromír Soukup[22]
9. 13. 5. 2024 – dosud: Andrea Geyer[18]